# Oneliner
En oneliner (engelsk) er en vittighed, der startes og sluttes i én replik.
Blandt internationale komikere der bruger onelinere som en del af deres optræden er Jimmy Carr, Tommy Cooper, Rodney Dangerfield, Ken Dodd, Stewart Francis, Zach Galifianakis, Mitch Hedberg, Anthony Jeselnik, Milton Jones, Shappi Khorsandi, Jay London, Mark Linn-Baker, Demetri Martin, Groucho Marx, Dan Mintz, Emo Philips, Tim Vine, Steven Wright og Henny Youngman. I Danmark har bl.a. Mikael Wulff brugt onlinere.

## Eksempler
- "Jeg indrømmer det; jeg er hestelæge. Men hvis De gifter Dem med mig, lover jeg aldrig mere at se på andre heste!" – (Groucho Marx)
- "Jeg kendte denne kvinde, der drev mig til druk... Og jeg havde ikke engang så megen anstændighed, at jeg huskede at takke hende!" – (W.C. Fields)
- "Jeg er kun sikker på to ting: Universets uendelighed og menneskets dumhed. Og dog er jeg ikke så sikker på det med universet." – (Albert Einstein)